# Diócesis de Neyyattinkara
La diócesis de Neyyattinkara (en latín: Dioecesis Neyyattinkaraënsis y en inglés: Roman Catholic Diocese of Neyyattinkara) es una circunscripción eclesiástica de la Iglesia católica en India. Se trata de una diócesis latina, sufragánea de la arquidiócesis de Trivandrum. Desde el 14 de junio de 1996 su obispo es Vincent Samuel.

## Territorio y organización
La diócesis tiene 1497 km² y extiende su jurisdicción sobre los fieles católicos de rito latino residentes en el estado de Kerala en los taluks de Nedumangad y Kattakada (creado en 2014) y la mayor parte del de Neyyattinkara en el distrito de Thiruvananthapuram.
La sede de la diócesis se encuentra en la ciudad de Neyyattinkara, en donde se halla la Catedral de la Inmaculada Concepción.
En 2021 en la diócesis existían 88 parroquias.

## Historia
La diócesis fue establecida el 14 de junio de 1996 con la bula Ad aptius provehendum del papa Juan Pablo II, obteniendo el territorio de la diócesis de Trivandrum (hoy arquidiócesis).
Originalmente sufragánea de la arquidiócesis de Verapoly, el 3 de junio de 2004 pasó a formar parte de la provincia eclesiástica de Trivandrum.

## Estadísticas
Según el Anuario Pontificio 2022 la diócesis tenía a fines de 2021 un total de 160 795 fieles bautizados.
| Año                                                                             | Población            | Población | Población      | Sacerdotes | Sacerdotes    | Sacerdotes    | Bautizados por sacerdote | Diáconos permanentes | Religiosos | Religiosos | Parroquias |
| Año                                                                             | Bautizados católicos | Total     | % de católicos | Total      | Clero secular | Clero regular | Bautizados por sacerdote | Diáconos permanentes | Varones    | Mujeres    | Parroquias |
| ------------------------------------------------------------------------------- | -------------------- | --------- | -------------- | ---------- | ------------- | ------------- | ------------------------ | -------------------- | ---------- | ---------- | ---------- |
| 1999                                                                            | 128 309              | 1 332 396 | 9.6            | 65         | 51            | 14            | 1973                     |                      | 23         | 190        | 59         |
| 2000                                                                            | 128 508              | 1 332 396 | 9.6            | 67         | 49            | 18            | 1918                     |                      | 27         | 202        | 59         |
| 2001                                                                            | 129 135              | 1 334 676 | 9.7            | 74         | 56            | 18            | 1745                     |                      | 27         | 216        | 59         |
| 2002                                                                            | 129 263              | 1 332 396 | 9.7            | 78         | 58            | 20            | 1657                     |                      | 29         | 220        | 59         |
| 2003                                                                            | 128 508              | 1 334 649 | 9.6            | 85         | 63            | 22            | 1511                     |                      | 30         | 223        | 62         |
| 2004                                                                            | 128 730              | 1 334 865 | 9.6            | 86         | 63            | 23            | 1496                     |                      | 31         | 232        | 63         |
| 2013                                                                            | 137 050              | 1 560 000 | 8.8            | 105        | 59            | 46            | 1305                     |                      | 77         | 306        | 72         |
| 2016                                                                            | 153 760              | 1 494 850 | 10.3           | 130        | 72            | 58            | 1182                     |                      | 93         | 304        | 76         |
| 2019                                                                            | 154 700              | 1 448 500 | 10.7           | 130        | 76            | 54            | 1190                     |                      | 89         | 340        | 85         |
| 2021                                                                            | 160 795              | 1 467 000 | 11.0           | 149        | 83            | 66            | 1079                     |                      | 97         | 315        | 88         |
| Fuente: Catholic-Hierarchy, que a su vez toma los datos del Anuario Pontificio. |                      |           |                |            |               |               |                          |                      |            |            |            |

## Episcopologio
- Vincent Samuel, desde el 14 de junio de 1996